# Нижньояшкино
Нижньоя́шкино (рос. Нижнеяшкино) — село у складі Яшкинського округу Кемеровської області, Росія.

## Населення
Населення — 265 осіб (2010; 290 у 2002).
Національний склад (станом на 2002 рік):
- росіяни — 98 %